# Reusenantenne

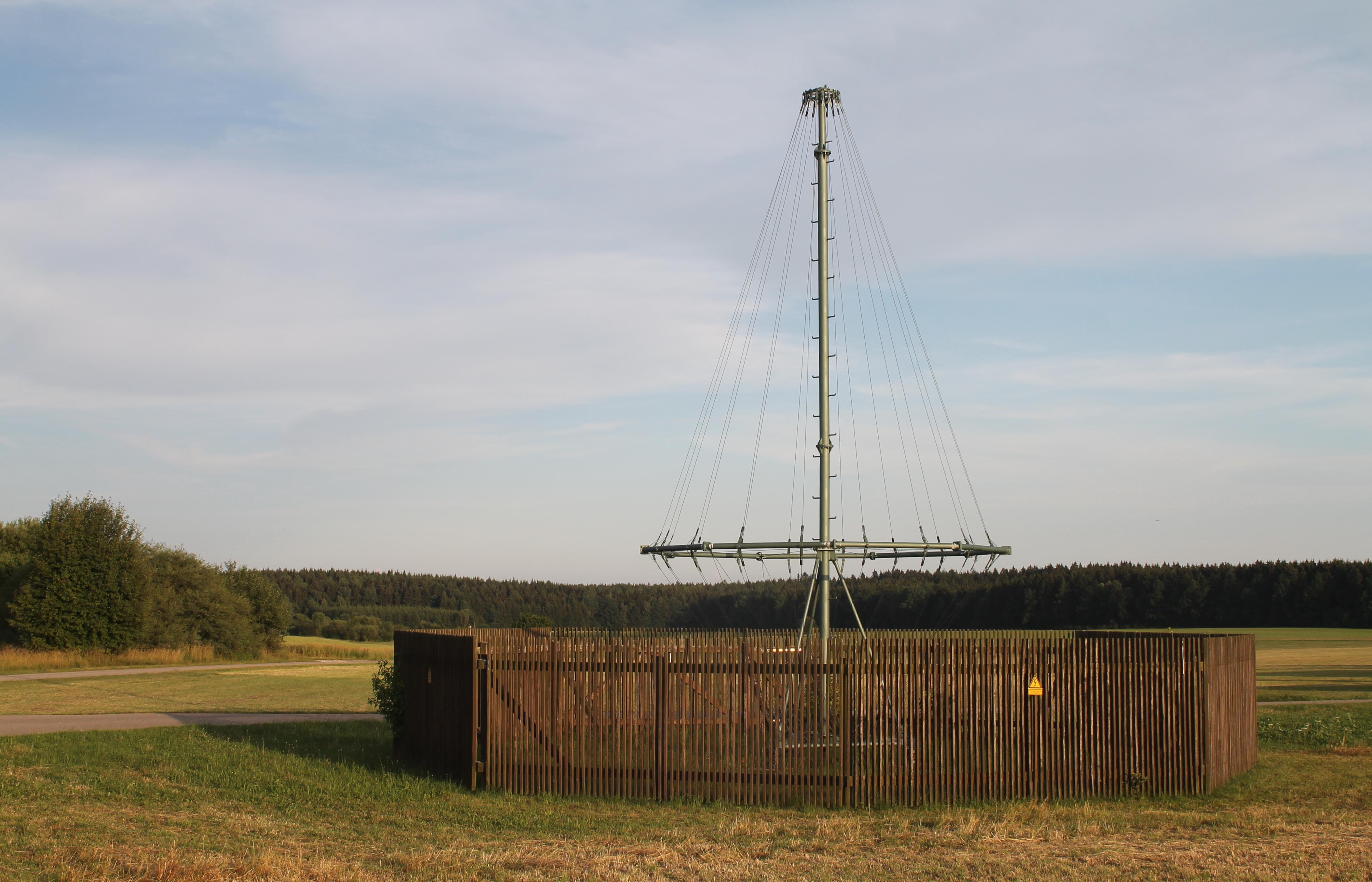
Kurzwellen-Reusenantenne des Bodenseesenders

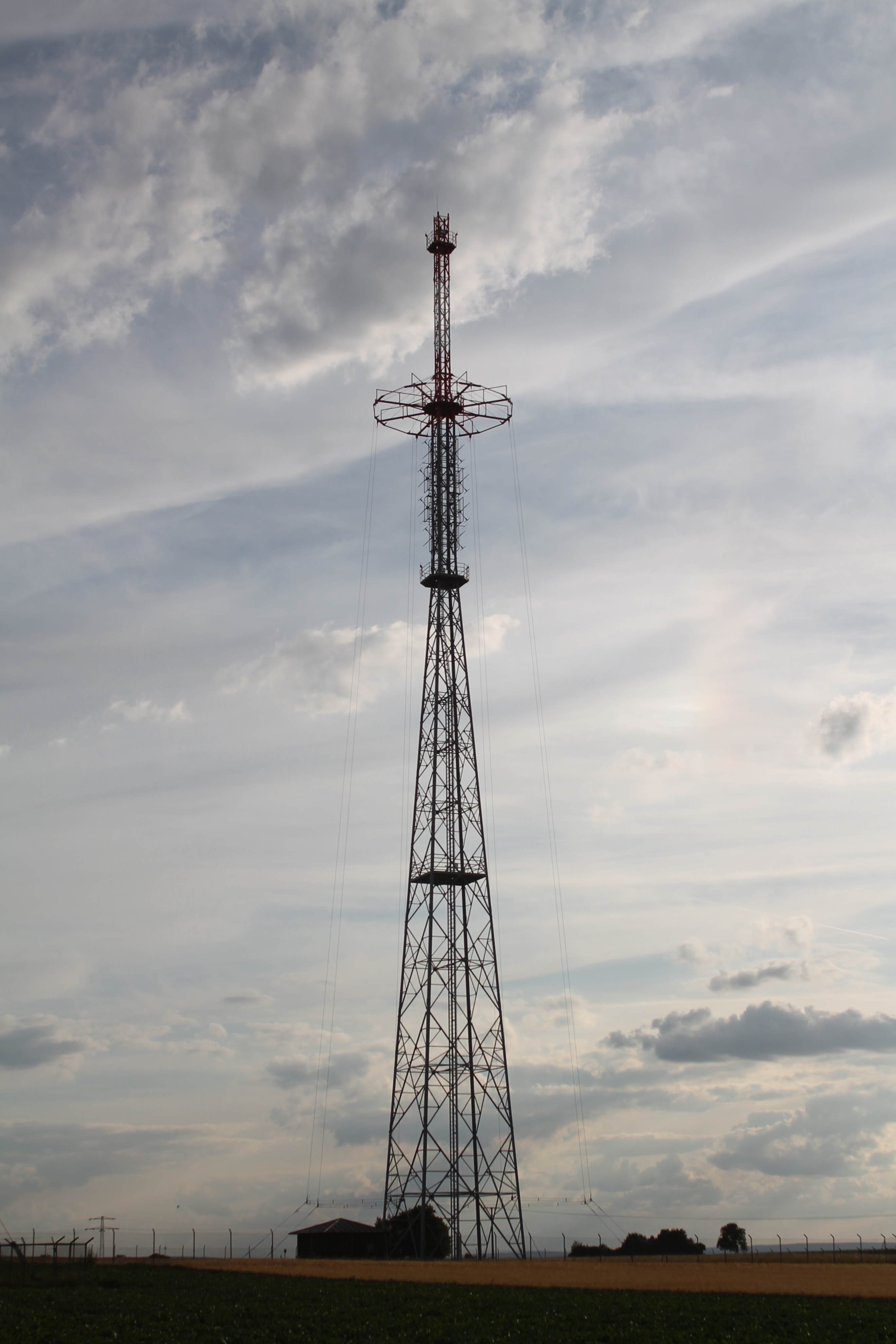
Mittelwellen-Reusenantenne des Rheinsenders: Der geerdete Stahlfachwerkturm wird von einer Reusenantenne aus acht vertikalen Reusenseilen radialsymmetrisch umgeben. Die Seile sind am roten Auslegerring des Turms befestigt.

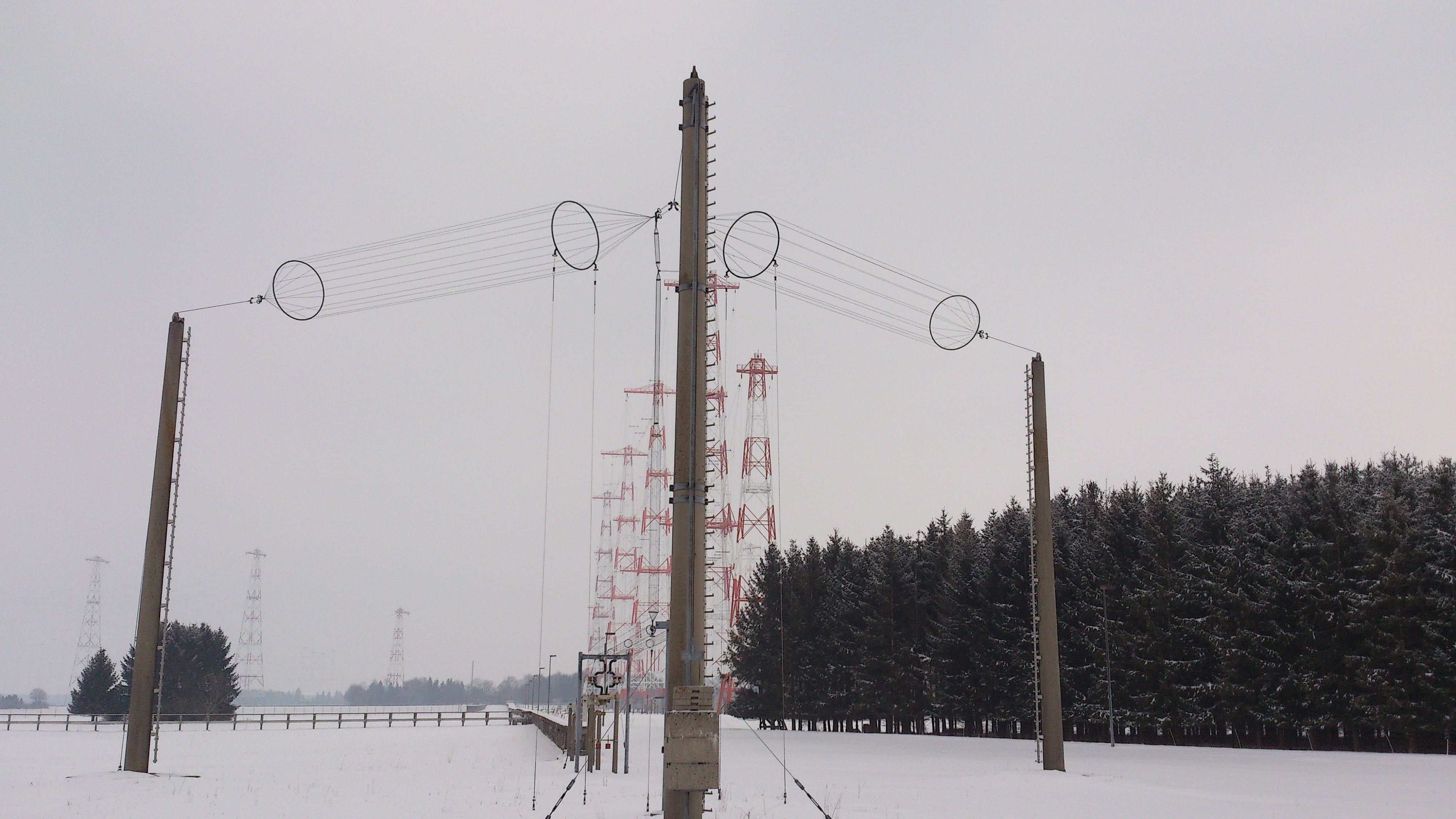
Kurzwellen-Quadrantantenne aus zwei horizontalen Käfigreusen

Eine Reusenantenne ist eine Antenne, die aus mehreren Drähten, den sogenannten Reusenseilen, besteht, die meist radialsymmetrisch angeordnet sind.

## Aufbau
Im einfachsten Fall handelt es sich bei einer Reusenantenne um eine parallele und radialsymmetrische Anordnung von Drähten, die an ihren Enden jeweils durch einen Ring getragen werden und hinter diesen Ringen zu den Außenseiten hin zusammengefasst und gespannt werden. Die Reusenseile beschreiben dann zwischen den Ringen die Mantelfläche eines Zylinders. Diese Anordnung wird auch als Käfigreuse bezeichnet. Alternativ können die Drähte auch radialsymmetrisch an Ringen unterschiedlichen Durchmessers befestigt werden, wodurch die Drähte die Mantelfläche eines Kegelstumpfs beschreiben. Beide Antennenaufbauten erinnern an Fischreusen. Aus Käfigreusen lassen sich Dipolantennen mit großer Bandbreite zusammenstellen. Beispiele hierfür sind die Quadrantantenne, eine steil rundstrahlende Kurzwellensendeantenne in Form eines L-Dipols aus zwei baugleichen Käfigreusen, und die Vorhangantenne (eine richtstrahlende Kurzwellensendeantenne) mit mehreren aus Käfigreusen aufgebauten Faltdipolen.
Eine besondere Ausführung der Reusenantenne ist die Flachreuse. Hierbei sind die Antennendrähte in einer Ebene nebeneinander angeordnet und werden entsprechend nicht mit Ringen, sondern Stäben getragen und zusammengefasst.
Eine weitere Bauform der Reusenantenne ist die radialsymmetrische vertikale Anordnung von Drähten um einen Sendeturm oder Sendemast. Die Reusenseile werden hierbei an zwei horizontalen Trageringen, die konzentrisch um den oberen und unteren Teil des Masts oder Turms angeordnet ist, befestigt und elektrisch zusammengefasst. Statt einer linear-vertikalen Anordnung können die Reusenseile auch kegelförmig oder mit Hilfe zusätzlicher Abspannungen oder Ausleger in geknickter Form um den tragenden Mast oder Turm herum angeordnet werden. Verwendet man mast- oder turmgetragene Reusenantennen, so wirken sie als Rundstrahler. Durch Kombination von Reusenseilen mit separater Hochfrequenz-Speisung ist es möglich, solche Reusenantennen auch als Richtstrahler zu betreiben. Die ARRT-Antenne ist eine mastgetragene Reusenantenne, die als schwundmindernde Sendeantenne ausgelegt werden kann. Ein Vorteil der Reusenantennen ist, dass der Tragturm oder Tragmast geerdet sein kann, was seine Nutzung für andere Funkdienste, zum Beispiel im UKW-Bereich, erleichtert, der Statik wegen des Fehlens der Fußpunktisolation zugutekommt und auch die Speisung der Flugsicherheitsbefeuerung erleichtert.
Reusenantennen wurden in den zurückliegenden Jahrzehnten in verschiedenen Varianten für Rundfunksender im Lang-, Mittel- und Kurzwellenbereich errichtet. In Deutschland und Österreich werden mast- oder turmgetragene Reusenantennen am Langwellensender Zehlendorf, an den Mittelwellensendern Zehlendorf und Langenberg sowie am Kurzwellensender Moosbrunn eingesetzt. Sie wurden bis zu deren Stilllegung auch am Langwellensender Burg, an den Mittelwellensendern Bremen-Oberneuland (geknickte Flachreuse) und Wolfsheim (als Reserveantenne) sowie am Kurzwellensender Rohrdorf (als Reserveantenne) genutzt.